# Masston

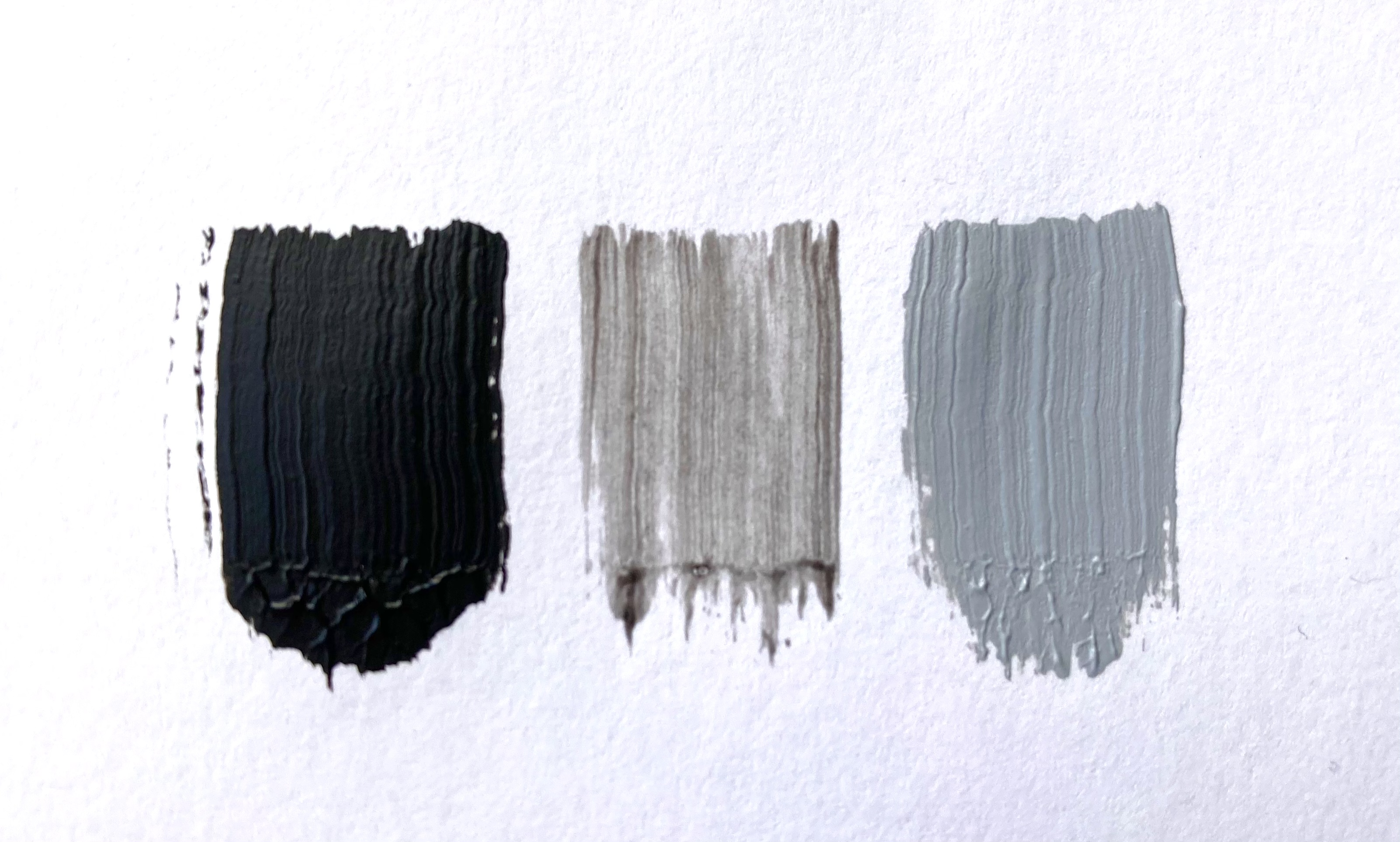
Akrylfärg med bensvart i masston (t.v.), underton (i mitten) och i blandning med titanvitt (t.h.).

En masston är den färg som ses hos en målarfärg, tryckfärg eller liknande när den lagts på i så tjockt skikt att den helt täcker underlaget och som den till exempel ses i burken eller direkt ur tuben. Motsatsen till masston är underton, som anger färgen när målarfärgen lagts på i så pass tunt skikt att ljus reflekteras även från underlaget.
De färggivande pigmentpartiklarna i ett skikt med målarfärg både sprider och absorberar ljus. När detta sker tillräckligt effektivt, blir skiktet ogenomträngligt för ljuset, opakt, och färgen vi ser som masston ges av det ljus som pigmentpartiklarna i färgmediet reflekterat och som de inte absorberat.